# Calystegia sepium subsp. americana
Calystegia sepium subsp. americana é uma subespécie de planta com flor pertencente à família Convolvulaceae. 
A autoridade científica da subespécie é (Sims) Brummitt, tendo sido publicada em Annals of the Missouri Botanical Garden 52: 216. 1965.

## Portugal
Trata-se de uma subespécie presente no território português, nomeadamente no Arquipélago dos Açores.
Em termos de naturalidade é introduzida na região atrás indicada.

## Protecção
Não se encontra protegida por legislação portuguesa ou da Comunidade Europeia.